# أنتوني دياز بلو
أنتوني دياز بلو (بالإنجليزية: Anthony Dias Blue)‏ هو مقدم برامج إذاعية وكاتب العمود وكاتب وصحفي أمريكي، ولد في 5 يناير 1941.